# Hormona foliculoestimulante
La hormona estimuladora del folículo conocida como hormona folículo estimulante u hormona foliculoestimulante (FSH por sus siglas en inglés) es una hormona del tipo gonadotropina, que se encuentra en los seres humanos y otros mamíferos. Es sintetizada y secretada por células gonadotropas del lóbulo anterior de la glándula hipófisis. La FSH regula el desarrollo, el crecimiento, la maduración puberal y los procesos reproductivos del cuerpo. En la mujer produce la maduración de los ovocitos y en los varones la producción de espermatozoides. 

La FSH estimula la secreción de estrógenos y, en menor medida, de inhibina de las células de la capa granulosa del folículo ovárico y de las células de Sertoli del testículo. La secreción de la FSH es regulada por realimentación negativa, mediante la acción de los esteroides sexuales, mientras que la síntesis y liberación de FSH está influenciada por la activina, la inhibina y la folistatina.

La FSH se usa en la clínica para la estimulación ovárica controlada, en mujeres tratadas con tecnologías de reproducción asistida y también para el tratamiento de la infertilidad anovulatoria. 

## Características de la FSH

### Estructura
FSH-R sector extracelular del receptor se muestra en magenta.
La hormona estimulante del folículo (FSH) es un miembro de la familia de las  hormonas glucoproteicas, que incluye también a la hormona luteinizante.

La FSH tiene dos subunidades por lo que se denomina dimérica. Dado que las subunidades son diferentes es una hormona hetero-dimérica.

Tiene una subunidad alfa (α) común con otras y difiere en su subunidad beta (β) que es específica de la hormona FSH y le aporta su actividad biológica.

#### FSH Subunidad alfa
La subunidad alfa (α) es la glucoproteína común a varias hormonas, genéricamente denominada Subunidad alfa de hormonas Gonadotropinas (Glycoprotein hormones alpha chain GLHA).

La cadena alfa de la hormona Folículo estimulante (FSH-α, FSH-A), (Follicle-stimulating hormone alpha chain) humana, está formada por 116 aminoácidos (aa) y tiene un peso de 13.075 Daltons (Da).

#### FSH Subunidad beta
La subunidad beta (β) (FSH β, FSH-B) humana, está constituida por 129 aa, con una masa de 14.700 Da, es específica de la hormona FSH y le aporta su actividad biológica.

### Genes
El gen de la subunidad alfa (α) ha sido llamado gen CGA (Chorionic Gonadotrophin subunit Alpha).

El gen que codifica para la subunidad beta (β) es denominado gen FSHB.

### Célula secretora

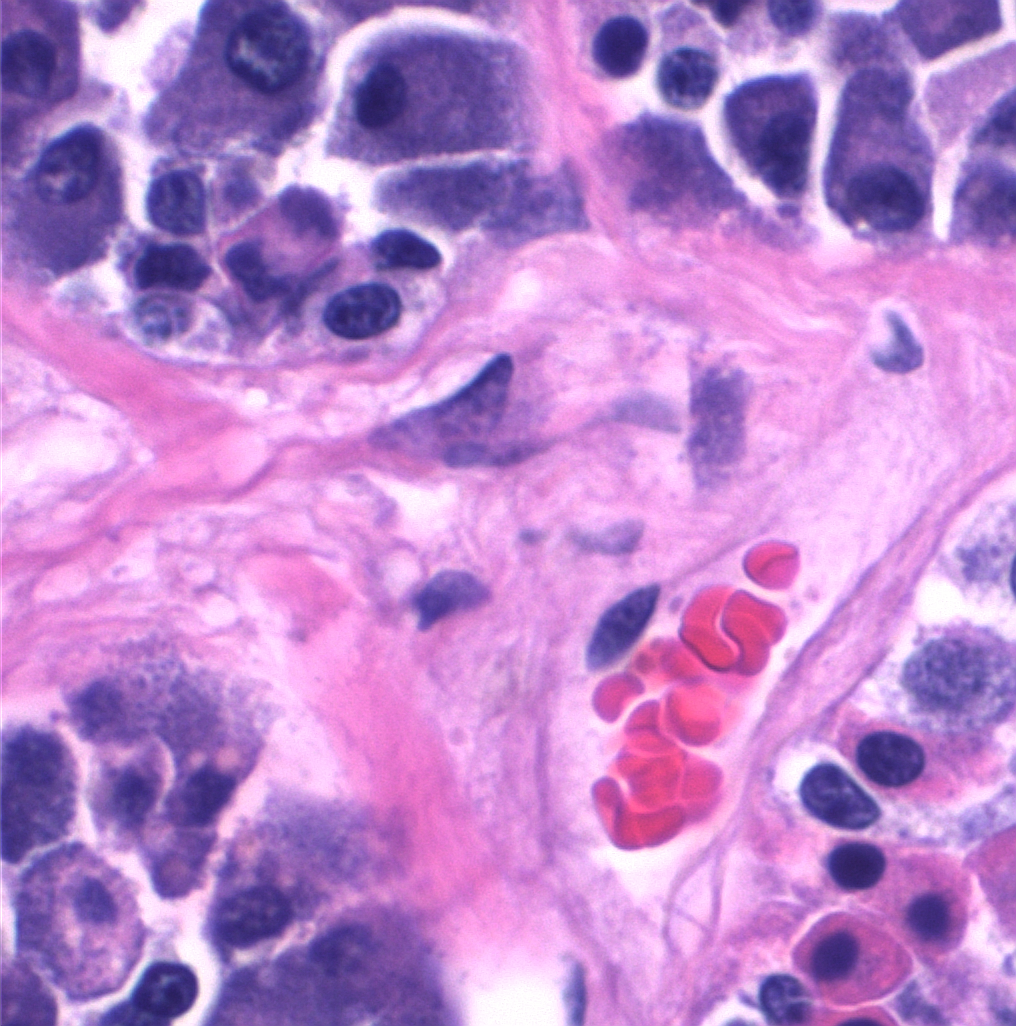
Células FSH teñidas en azul-violeta. Tinción H&E. Microscopio óptico.

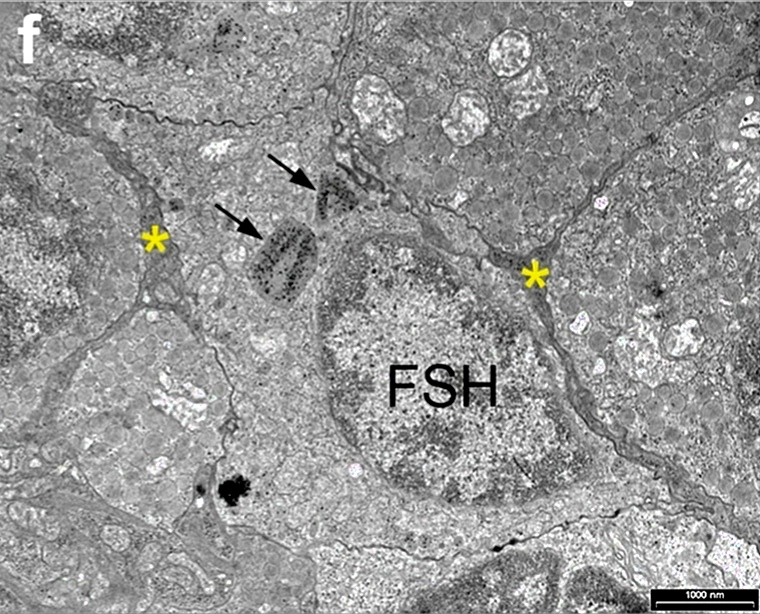
Célula FSH. Microscopio electrónico.

La FSH se sintetiza en el mismo tipo celular que la hormona LH, las células gonadotropas, ubicadas en el lóbulo anterior de la glándula hipófisis.

### Receptor

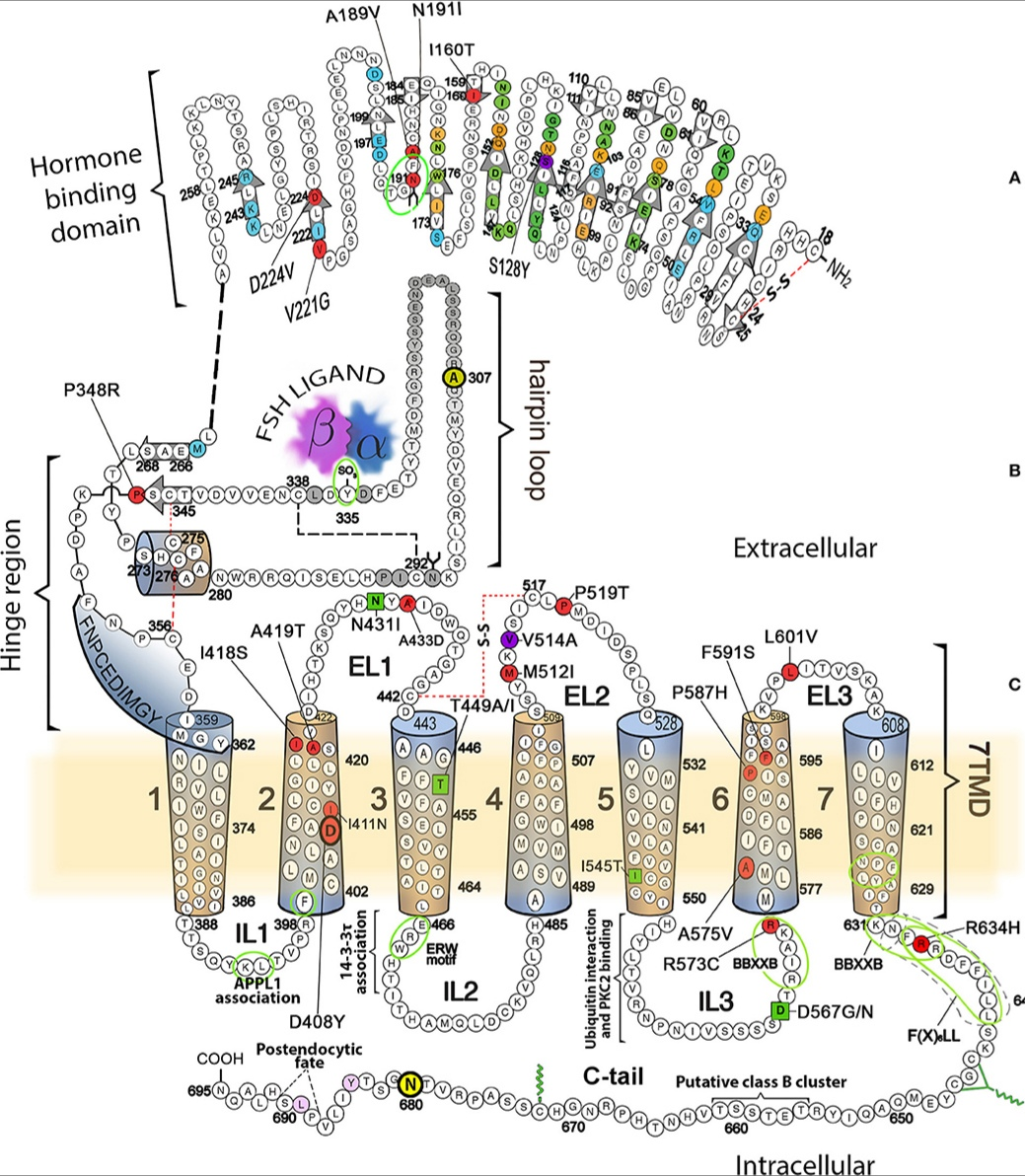
Esquema de estructura del Receptor de la FSH.

Los receptores para la hormona FSH (FSH-R ) se localizan en la membrana plasmática de las células de Sertoli de los testículos y en las células de la granulosa del ovario.

El receptor consiste en ~678 aa, con una masa molecular calculada de ~75  kDa.

El receptor de FSH tiene un enorme dominio hidrofílico extracelular, seguido de segmentos hidrofóbicos que atraviesan la membrana plasmática siete veces, con un largo de entre 21-24 aa cada uno.

### Mutaciones
Hasta el momento se han acumulado datos mínimos que implican mutaciones humanas en los genes beta de la FSH, LH beta o los genes del receptor de la gonadotropina.
Las hembras deficientes en FSH son infértiles debido a un bloqueo en la foliculogénesis antes de la formación del folículo antral.

Aunque se predijo que la FSH era necesaria para la espermatogénesis y el crecimiento de células de Sertoli en los machos, los varones deficientes en FSH son fértiles a pesar de tener testículos pequeños. Nuestros hallazgos tienen implicaciones importantes para el desarrollo de anticonceptivos masculinos en humanos.

## Funciones
La FSH desarrolla un papel central en la reproducción y el desarrollo de los mamíferos. Actúa sobre las células diana gonadales, regulando así la gametogénesis.
La FSH estimula la secreción de estrógenos y, en menor medida, de inhibina de las células de la capa granulosa del folículo ovárico y de las células de Sertoli del testículo. Además, aumenta el número de  receptores de la LH en las células diana, aumentando la sensibilidad de dichas células a la LH. 

## Regulación de la FSH
La regulación de la producción y liberación de hormona foliculoestimulante (FSH) es un proceso complejo que involucra factores hipotalámicos (neuroendocrinos), gonadales (endócrinos) e hipofisarios (autocrinos y parácrinos).

Además de los esteroides gonadales, las proteínas reguladoras secretadas por las gónadas, específicamente la activina, la inhibina y la folistatina, también contribuyen a la cantidad de FSH secretada.

### Regulación de la ovulación por la FSH
La hormona foliculoestimulante (FSH), estimula la producción de la hormona estradiol y del ovocito durante la primera mitad del ciclo menstrual.
La ovulación que consiste en la expulsión del ovocito desde el folículo de Graaf.

La liberación de la FSH y LH necesaria para la ovulación, produce aumento en los niveles de estrógenos, durante la fase folicular. La ovulación es inducida principalmente por un pico brusco y corto de la LH. 
La FSH y la hormona luteinizante (LH) actúan de manera sinérgica en la reproducción.
La FSH estimula la producción de ovocitos y de una hormona llamada estradiol durante la primera mitad del ciclo menstrual. 

### Regulación de la espermatogénesis por la FSH y la testosterona
En el varón, la FSH secretada se une con receptores específicos situados en células de los túbulos seminíferos. Produce aumento celular y de la secreción de sustancias espermatogénicas, estimulando la producción de espermatozoides. A su vez, la testosterona se difunde hacia los túbulos seminíferos, donde tiene un efecto trófico importante en la espermatogénesis.

### Inhibina
La Inhibina es una hormona producida por las células de Sertoli de los túbulos seminíferos, que inhibe la secreción de otras hormonas a distancia. Es el caso de:
- la inhibición de la FSH en la hipófisis anterior.
- la inhibición de la GnRH en el hipotálamo.

## Clínica

### Estudio de la hormona FSH en sangre

#### En mujeres
El estudio de esta hormona se utiliza para ayudar a diagnosticar o evaluar:
- Menopausia
- Mujeres con poliquistosis ovárica, quistes ováricos
- Sangrado menstrual o vaginal anormal
- Problemas para quedar embarazada o esterilidad

#### En varones
El estudio se utiliza para ayudar a diagnosticar o evaluar:
- Problemas de esterilidad
- Varones que no tengan testículos o cuyos testículos estén subdesarrollados

#### En niños
El estudio se utiliza en niños:
- que presentan características sexuales a una edad muy temprana.
- que se retrasan en el inicio de la pubertad.
- los medicamentos que se utilizan como bloqueadores de la pubertad son análogos a la hormona liberadora de gonadotropina (GnRHa).[11]

### Resultados normales
Los niveles de la hormona FSH en sangre, presentan variaciones de acuerdo a cada fenotipo individual. En cada individuo los niveles varían con la edad. Además los niveles de FSH varían, en diferentes estados fisiológicos del mismo individuo.
Los niveles habituales, aceptados por los investigadores para grandes poblaciones, son los siguientes:
| .       | prepubertad    | pubertad          | adultez           |
| ------- | -------------- | ----------------- | ----------------- |
| Mujeres | 0 a 4.0 mUI/ml | 0.3 a 10.0 mUI/ml | 4.7 a 21.5 mUI/ml |
| Varones | 0 a 5.0 mUI/ml | 0.3 a 10.0 mUI/ml | 1.5 a 12.4 mUI/ml |

### Resultado anormal en la mujer

#### Niveles elevados
Se pueden presentar niveles altos de FSH en las mujeres:
- Durante o después de la menopausia, incluso en la menopausia prematura
- Al recibir terapia hormonal
- Debido a ciertos tipos de tumor en la hipófisis
- Debido al síndrome de Turner

#### Niveles bajos
Los niveles bajos de FSH en las mujeres se pueden presentar debido a:
- Tener un peso muy bajo o haber tenido una reciente pérdida de peso rápida
- No producir óvulos (no ovular)
- Partes del cerebro (la hipófisis o el hipotálamo) que no producen cantidades normales de todas o algunas de sus hormonas
- Embarazo

### Resultado anormal en el varón
Los altos niveles de FSH en los varones pueden significar que los testículos no están funcionando correctamente debido a:
- Edad avanzada (andropausia)
- Daños en los testículos causados por el consumo excesivo de alcohol, quimioterapia o radiación
- Problemas con los genes, como el síndrome de Klinefelter
- Tratamiento con hormonas
- Ciertos tumores en la hipófisis

Los niveles bajos de FSH en los varones pueden significar que partes del cerebro (la hipófisis o el hipotálamo) no producen cantidades normales de todas o algunas de sus hormonas.
Los niveles altos de FSH en los niños o las niñas pueden significar que la pubertad está a punto de comenzar.

## Reproducción asistida
La FSH se utiliza en la clínica para la estimulación ovárica controlada, en mujeres tratadas mediante reproducción asistida y también para el tratamiento de la infertilidad anovulatoria. En los tratamientos de reproducción asistida la FSH se usa en mujeres para estimular el reclutamiento de los folículos del ovario y producir más óvulos maduros de lo normal. La primera vez que se empleó esta hormona para la estimulación ovárica en la reproducción asistida fue de mano del doctor Bruno Lunenfeld, que encontró una fuente de esta hormona en la orina, la orina de mujeres posmenopáusicas contenía altas cantidades de FSH.

En varones se utiliza para el tratamiento del hipogonadismo hipogonadotrópico también llamado síndrome de Kallman, en el cual el hipotálamo no produce la hormona GnRH. La GnRH debe llegar hasta el lóbulo anterior de la hipófisis para estimular la secreción de FSH.